# Raevyn Rogersová
Raevyn Rogersová (* 7. září 1996 Houston) je americká atletka, jejíž specializací jsou běhy na středních tratích. Je olympijskou bronzovou medailistkou z Tokia z trati 800 metrů a stříbrnou medailistkou ze světové šampionátu v Dauhá ze stejné trati.
Se štafetou na 4 x 400 metrů vybojovala v Birminghamu titul halové světové šampionky.

## Osobní rekordy

### Dráha
- běh na 400 metrů – 52,06 s – 4. května 2018, Eugene
- běh na 800 metrů – 1:56,81 – 3. srpna 2021, Tokio

### Hala
- běh na 400 metrů – 53,19 s – 12. února 2016, Albuquerque
- běh na 800 metrů – 1:59,99 – 17. února 2018, Albuquerque

## Štafetové rekordy

### Dráha
- běh na 4 x 400 metrů – 3:23,13 – 10. června 2017, Eugene
- smíšená štafeta na 4 x 400 metrů – 3:42,80 – 17. července 2020, Finn Rock

### Hala
- běh na 4 x 400 metrů – 3:27,07 – 11. března 2017, Texas